# Dactylolabis (Dactylolabis) symplectoidea
Dactylolabis (Dactylolabis) symplectoidea is een tweevleugelige uit de familie steltmuggen (Limoniidae). De soort komt voor in het Palearctisch gebied.